# Louis Madelin
Louis Émile Marie Madelin (Neufchâteau (Vosgos), 8 de mayo de 1871 - París,  18 de agosto de 1956), fue un historiador, diputado y académico francés.
Fue un especialista de la Revolución francesa y del primer Imperio; de la biografía de Fouché y autor de una monumental Historia del Consulado y del Imperio.

## Datos biográficos

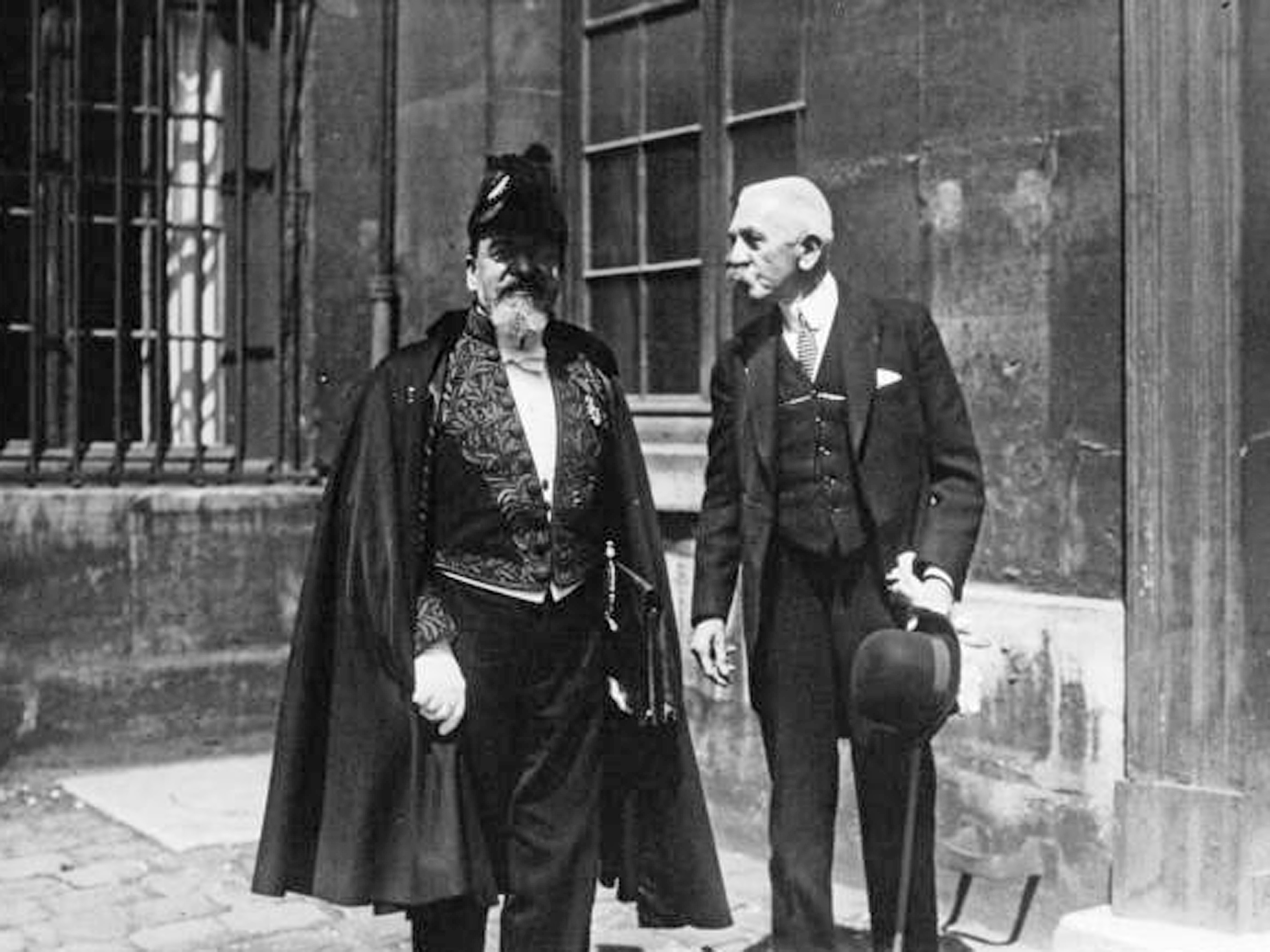
Louis Madelin en la Academia Francesa

Historiador, antiguo alumno de la Escuela nacional de Chartes (no diplomado, promoción 1895), miembro de la Escuela francesa de Roma, es profesor a la Facultad de Archivos de París.
El 30 de enero de 1901, al cabo de 6 años de preparación, Louis Madelin sostuvo en la Sorbona su tesis doctoral ante un jurado compuesto de Lavisse, Gebhart, Aulard, Lemonnier, Denis, Charles Dejob y presidido por Alfred Croiset. Lavisse atacó la tesis y juzgó la biografía que se presentó como una rehabilitación de Fouché como personaje histórico. A pesar de la censura universitaria, y gracias a la abundancia de artículos favorables en la prensa, el libro de Madelin (su tesis) fue un éxito de librería que contribuyó a sacar al personaje de su leyenda negra.
Durante la Primera Guerra Mundial, fue movilizado, desde 1914, como suboficial en el 44 regimiento de infantería territorial, antes de ser designado por el general Heer al cuartel general de la Región de Verdun y más tarde, en febrero de 1916, al cuartel del 2.º ejército de Philippe Pétain. Ya como alférez, fue llamado por Nivelle en 1917 a la « sección información » del GQG, Chevalier de la legión de honor a título civil en 1913, Louis Madelin es titularisé a título militar en enero de 1918. Terminó su servicio en 1919 con el grado de teniente y la Cruz de guerra.
Es electo diputado de Vosgos 1924 a 1928 bajo la bandera de la Federación Republicana, conservadora.
En 1927, fue elegido frente a Tristan Bernard para el asiento número 5 de la Academia francesa, donde reemplazó a Robert de Flers ; su sucesor fue Robert Kemp. En 1934, sucedió a Lyautey en la presidencia de la Asociación de los Amigos de Juana de Arco, que coorganiza con otra asociación: Compañeros de Juana de Arco, las manifestaciones apolíticas multitudinarias de 1937 a 1939 en Domrémy. Ya siendo académico francés, resultó miembro asociado de la Academia de Stanislas en Nancy.

## Obra
- 1901 De conventu Bononiensis
- 1901 Fouché (Labor coronada por la Academia francesa. Premio triennal Thiers)
- 1905 Croquis lorrains
- 1906 Roma de Napoleón
- 1906 El general Lasalle
- 1911 La Revolución
- 1913 Francia y Roma
- 1914 Danton
- 1916 La Victoria de Marne
- 1916 La Confesión, la batalla de Verdun y la opinión alemana
- 1917 La Mezclada de las Flandres, la Yser y Ypres
- 1918 La Expansión francesa de Siria a Rin
- 1919 Las horas maravillosas de Alsacia y de Lorena
- 1920 Verdun. La batalla de Francia.
- 1921 El camino de la victoria, 2 vuelo
- 1922 Francia del Directorio
- 1925 El Cerro de Chaillot
- 1925 El maréchal Foch
- 1926 Francia del Imperio
- 1928 Los hombres de la Revolución
- 1929 El Consulat de Bonaparte
- 1931 La Fronde
- 1932 El Consulat y el Imperio, 2 vuelo
- 1933 Los grandes etapas de la Historia de Francia
- 1935 Cartas inéditas de Napoleón a la emperatriz Marie-Louise, escritas de 1810 a 1814. Napoleón. La Contra-Revolución bajo la Revolución
- 1936 El crepúsculo de la monarquía
- 1937 François Ier, el soberano político
- 1937-1953 Historia del Consulat y del Imperio (16 volúmenes).
- 1944 Talleyrand
- 1945 Edición de las Memorias de Fouché.
- 1947 Nueva edición, completada por nuevos elementos, de su biografía de Fouché de 1901, que lo había hecho connaitre.
- 1955 Fouché

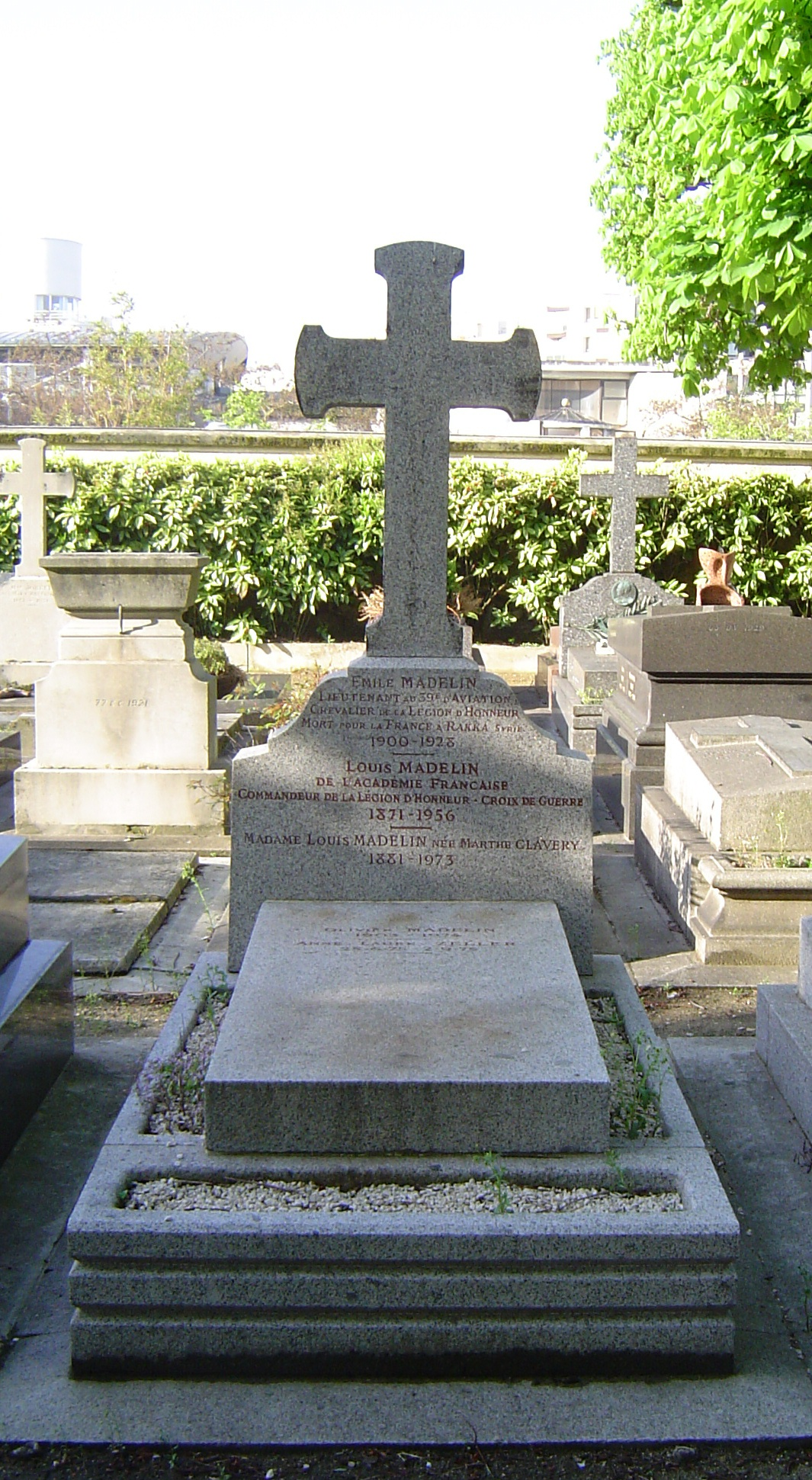
Tumba de Louis Madelin en el cementerio de Grenelle.

- Los papeles personales de Louis Madelin se encuentran en el Archivo nacional bajo la cota 355AP.[7]

### Bibliographie
- « Louis Madelin », en el Diccionario de los parlamentarios franceses (1889-1940), bajo la dirección de Jean Jolly, , 1960 [detalle de la edición]
- Antoine de Baecque (dir.), « Ni Revolución, ni Contra-Revolución : Louis Madelin », in Para o contra la Revolución, Bayard, París, 2001, p. 512-515
- Albert Ronsin (dir.), Los Vosgiens célebres. Diccionario biographique ilustrado, Ediciones Gérard Louis, Vagney, 1990, p. 243

- Datos: Q586479
- Multimedia: Louis Madelin / Q586479